# Église Saint-Just de Lyon
Ne doit pas être confondu avec la basilique Saint-Just, qui n'existe plus.
Pour les articles homonymes, voir Saint-Just.
La collégiale Saint-Just ou Saint-Just-des-Macchabées, située au 41, rue des Farges, à Lyon, est la reconstruction d'une des plus anciennes églises de Lyon bâtie sur l'ancienne nécropole romaine, et dédiée comme elle aux sept frères Macchabées et leur mère, puis à saint Just, le 13e évêque de la ville au IVe siècle. 
Sa construction date du XVIe siècle.

## Histoire
L'actuelle église Saint-Just est la reconstruction de l'ancienne basilique Saint-Just à l'intérieur des murs de la cité après la destruction de la basilique lors des guerres de Religion. Les deux sites sont distants d'environ 200 mètres. Elle est l'un des rares exemples d'églises reconstruites à une telle distance de leur site originel.
Les raisons de ce déplacement semblent être la volonté de se mettre à l'abri des murs de la ville, l'ancienne basilique étant à l'extérieur, dans un contexte de guerres de Religion, ainsi qu'un ancien projet de la municipalité de Lyon de raser l'ancienne église pour y installer une forteresse destinée à la défense de la ville.
Sa construction débute en 1565 pour finir en 1663. La construction est d'abord rapide puisque les chanoines de Saint-Just y célèbrent une messe dès Noël 1565. Elle se ralentit ensuite, faute d'argent. 
Le sanctuaire est consacré en 1591 par l'archevêque d'Épinac. La façade n'est construite qu'au XVIIIe siècle dans le style néoclassique par Ferdinand Delamonce, d'après le dessin de son père, Jean Delamonce, avec une inscription qui rappelle la dédicace de l'ancienne basilique aux frères Macchabées : Machabaeis primo deinde sancto iusto (Aux Macchabées d'abord puis à saint Just).
L'église fait l’objet d’un classement au titre des monuments historiques depuis le 18 décembre 1980.
La communauté orthodoxe de la Sainte Rencontre qui utilisait la sacristie, quitte le lieu en juillet 2014 pour l'église Sainte Camille à Vaise.
La collégiale est confiée par l'archidiocèse de Lyon à la Fraternité Saint-Pierre en septembre 2014. La communauté de fidèles était hébergée précédemment dans l'église du Cœur immaculé de Marie de Villeurbanne, détruite en 2016.

## Description
L'église actuelle est coincée entre deux immeubles, au 41 de la rue des Farges, en retrait de la rue d'une quinzaine de mètres, créant ainsi une petite place. Un passage (non ouvert au public) à gauche de la façade permet de rejoindre le séminaire universitaire de Lyon.
L'église fait partie de la paroisse Saint-Irénée-Saint-Just dont les messes se déroulent habituellement dans l'église Saint-Irénée.

### Architecture

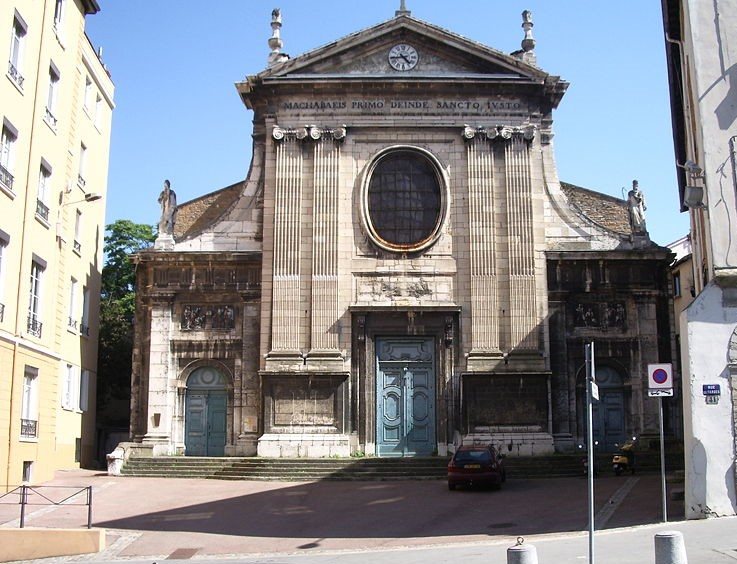
L'église Saint-Just.

La façade est la seule partie visible de l'édifice depuis l'espace public, mais elle est la seule à présenter un intérêt, les autres murs étant bruts, en pierres dorées sans aucune sculpture, ni ornement. Dessinée par Jean Delamonce en 1704, la construction réalisée par son fils, Ferdinand, est terminée en 1711.
En 1828, le sculpteur Jean-François Legendre-Héral refait les statues détruites à la Révolution : à gauche, la statue de saint Just, au-dessous le bas-relief de la translation de ses reliques à Lyon ; à droite, la statue de saint Irénée, et au-dessous le bas-relief de son martyre.
En 1831, Pascal Gay construit l'arc triomphal et le maître-autel.

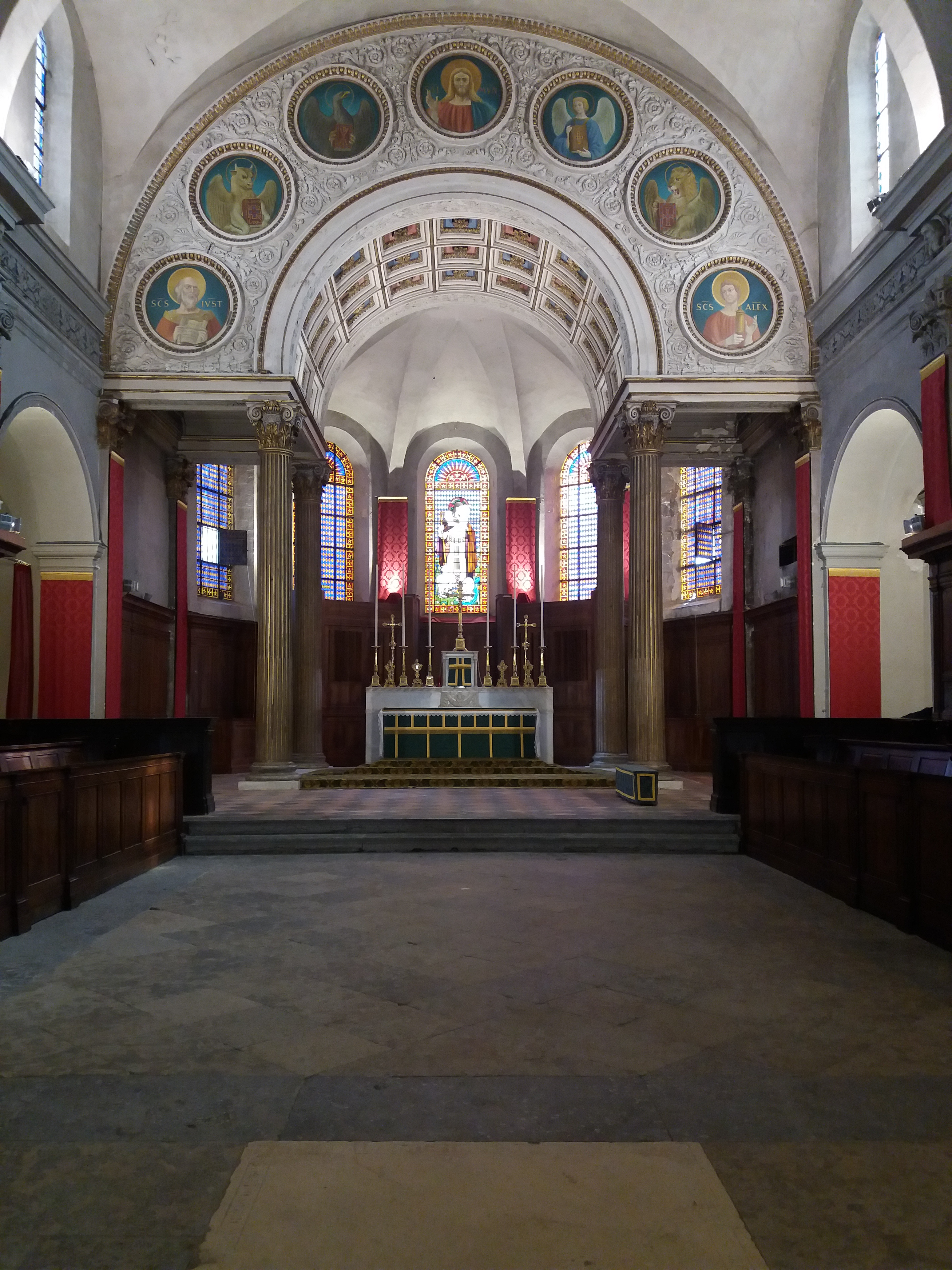
Le chœur.
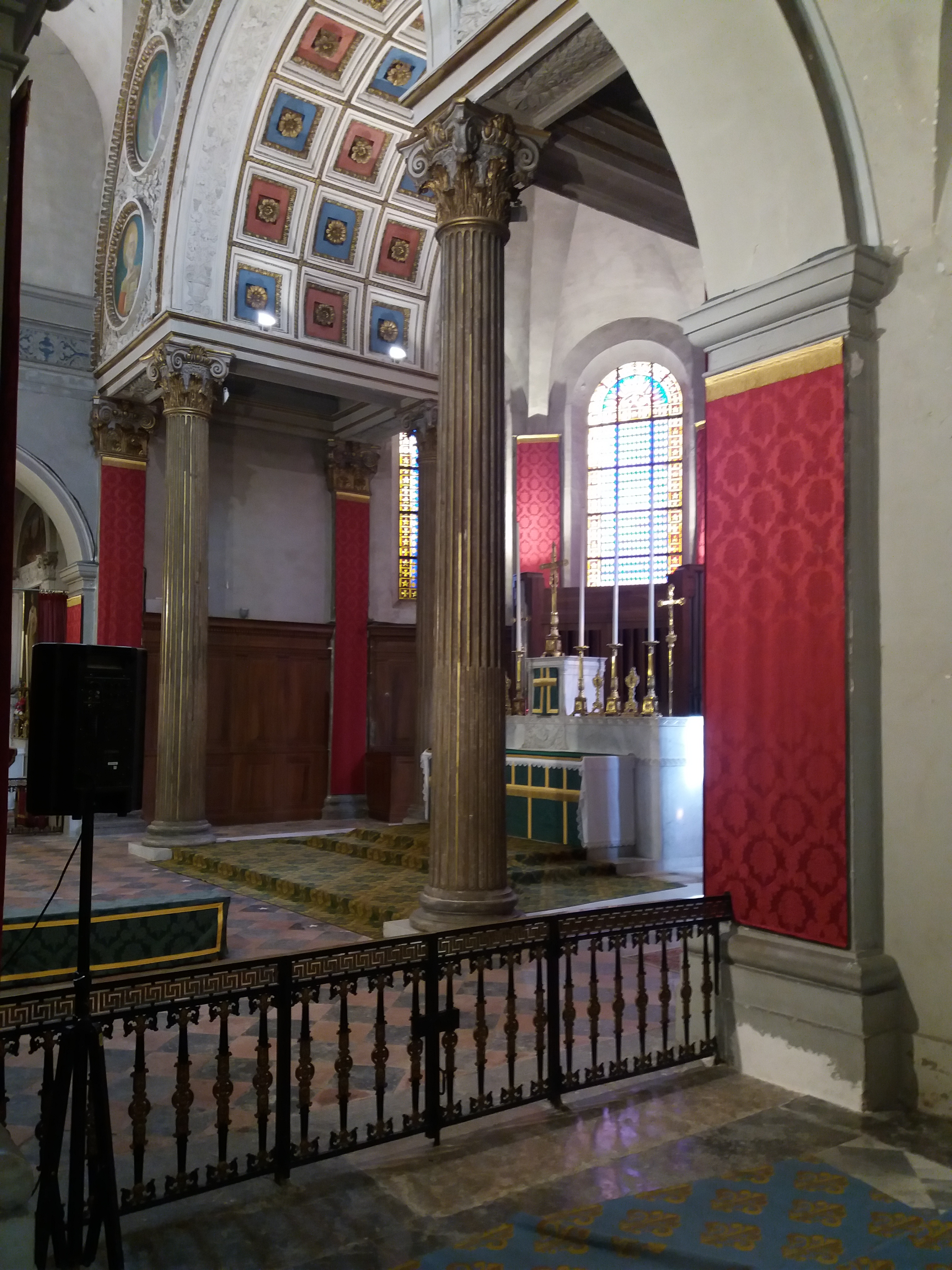
La voûte de l'arc triomphal et ses colonnes, avec le maître-autel.

### Mobilier
On retrouve dans l'église des stalles et une chaire du XVIIIe siècle et les portraits des évêques de Lyon enterrés dans l'ancienne basilique Saint-Just.
L'église possède une collection de tableaux de peintres français du XVIIIe dans le chœur, dont une Annonciation de Hyacinthe Collin de Vermont, une Nativité de Hughes Taraval et une Adoration des mages par Bon Boullogne. 
Les vitraux, retraçant la vie de saint Just et les premiers temps du christianisme à Lyon, datent du XIXe siècle.

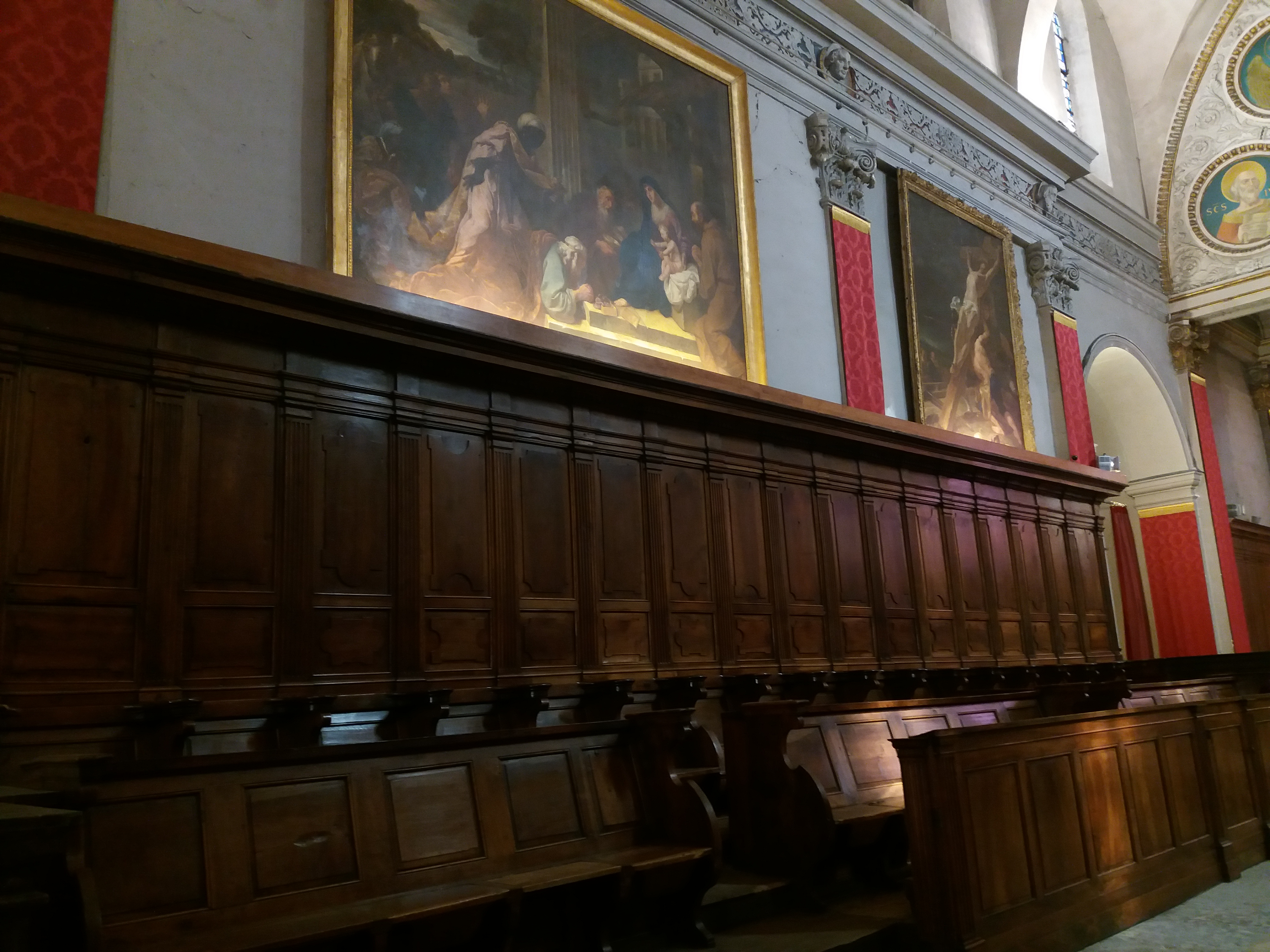
L'Adoration des Mages (Bon Boullogne), L'Élévation de la Croix (Franz Anton Kraus).
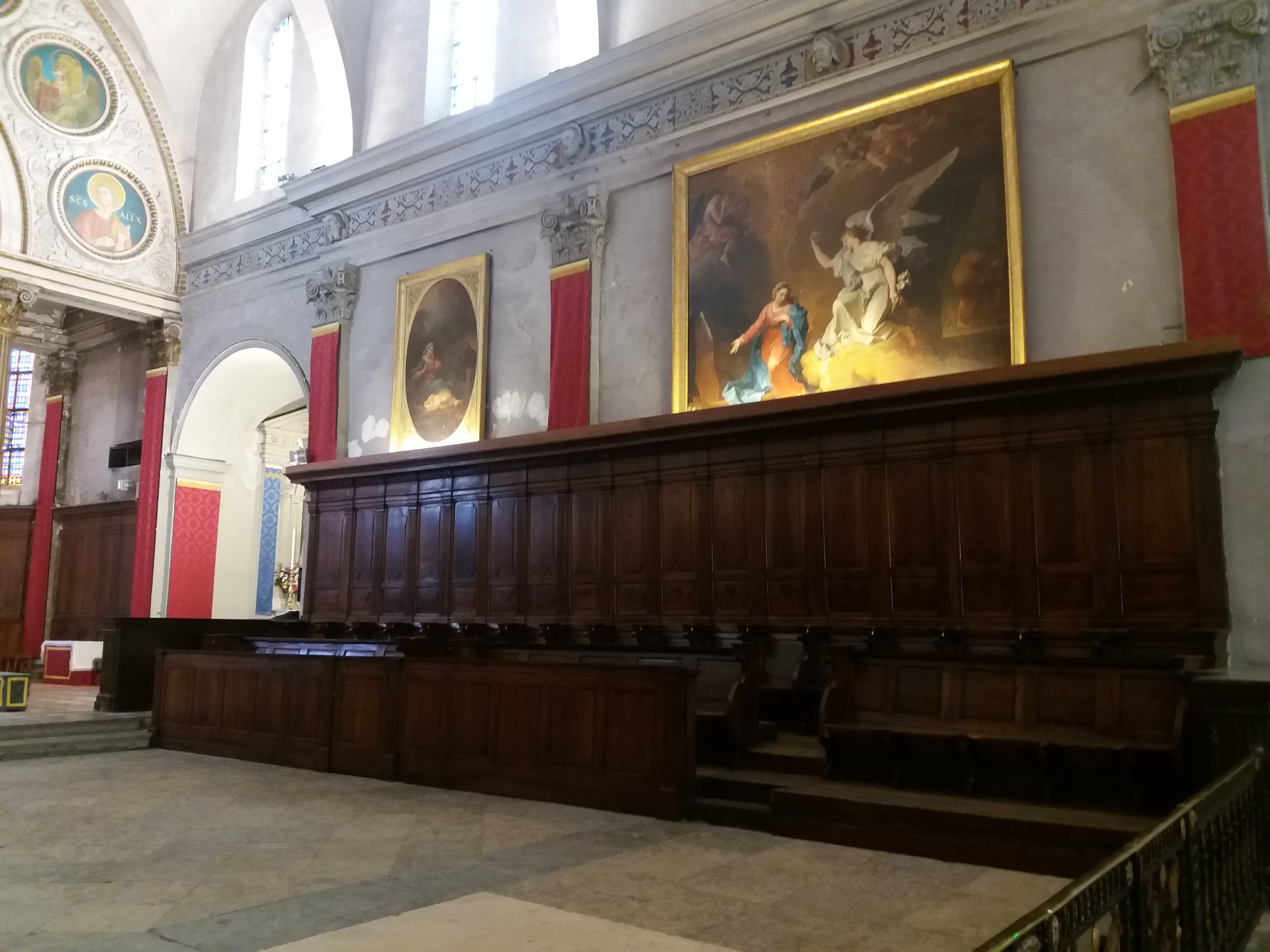
La Nativité du Christ (copie de Taraval par Frédéric Legrip), L'Annonciation (Hyacinthe Collin de Vermont).

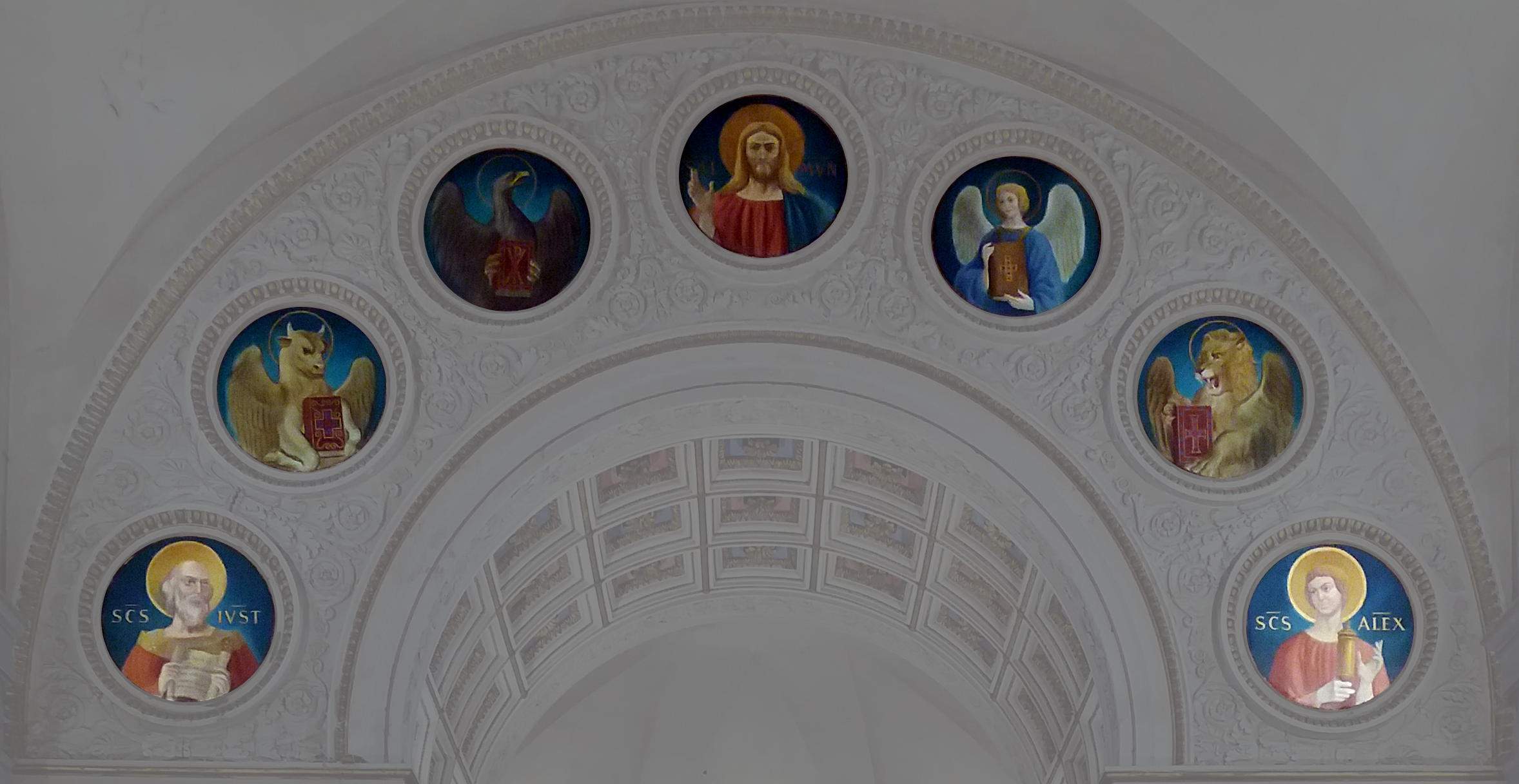
Les sept médaillons de l'arc triomphal.

Les médaillons de l'arc triomphal ont été mal restaurés dans les années 1960. Ils représentent le Christ et ses témoins. De gauche à droite : saint Just, saint Luc, saint Jean, le Christ, saint Matthieu, saint Marc et saint Alexandre.

## Liturgie

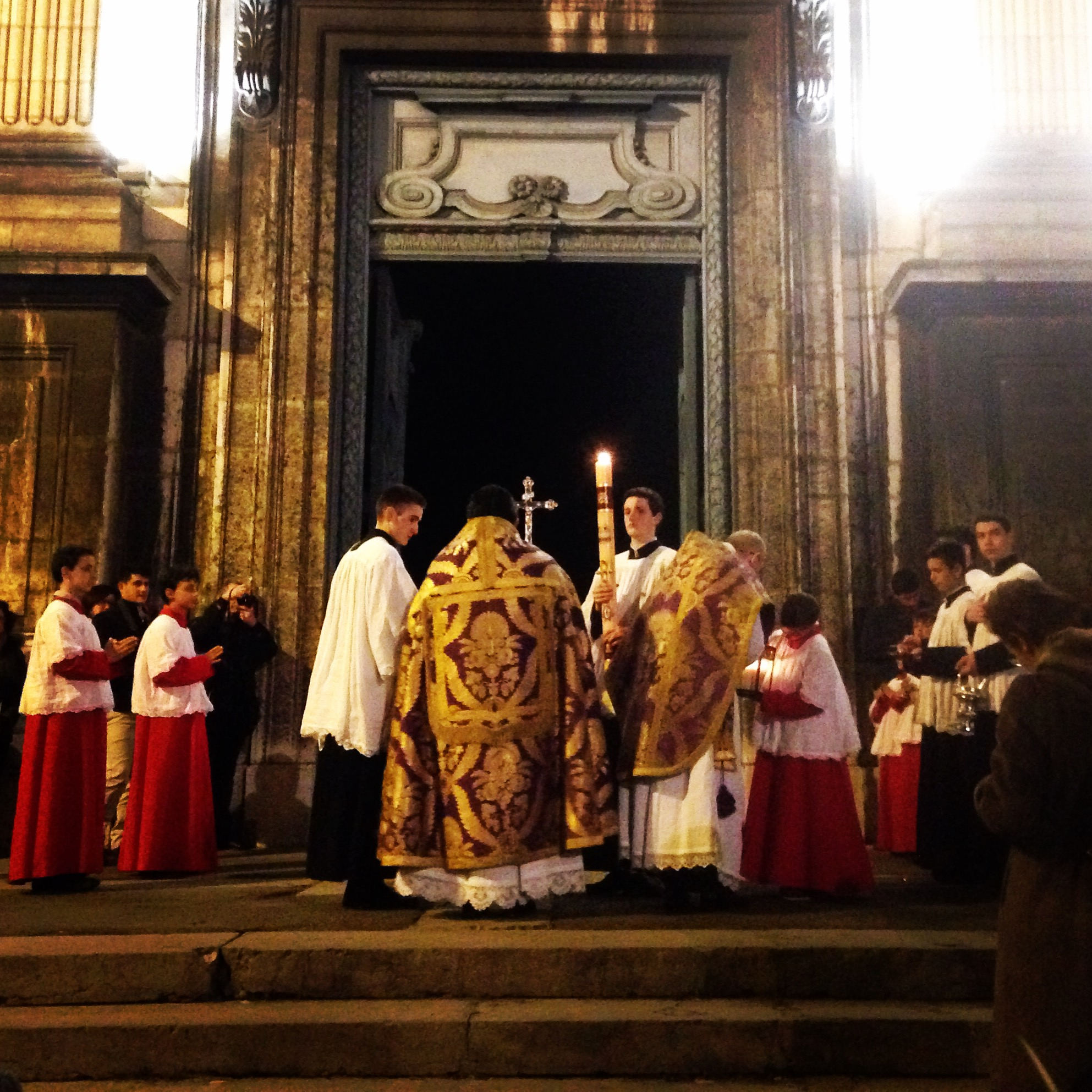
Samedi saint dans la liturgie de la FSSP (rite extraordinaire).

La célébration des offices et sacrements est en latin suivant le rite tridentin également appelé forme extraordinaire, messe traditionnelle ou de saint Pie V. Depuis le 2 juillet 2017 la messe de 8 h 30 le dimanche et toutes les solennités lyonnaises y sont célébrées dans l'antique rite lyonnais. Une chorale assure à la grand-messe le chant du propre grégorien, de motets polyphoniques et de cantiques traditionnels. Le grand-orgue, situé derrière le maître-autel, a été construit en 1921 par Merklin et Kuhn et se fait entendre à toutes les messes.